# The Wraith: Shangri-La
The Wraith: Shangri-La è l'ottavo album in studio del gruppo Horrorcore Insane Clown Posse. L'album ha debuttato alla posizione #15 della Billboard R&B e ha vinto il Disco d'oro.

## Tracce
1. Walk into the Light
2. Welcome to the Show
3. Get Ya Wicked On
4. Murder Rap
5. Birthday Bitches
6. Blaaam!!!
7. It Rains Diamonds/Bitch Slappaz
8. The Staleness
9. Hell's Forecast
10. Juggalo Homies (featuring Twiztid & Anybody Killa)
11. Ain't Yo Bidness/Soopa Villains
12. We Belong
13. Cotton Candy & Popsicles (featuring Zug Izland)
14. Crossing Thy Bridge
15. The Raven's Mirror
16. The Wraith
17. Thy Unveiling

## Formazione
1. Violent J – voce
2. Shaggy 2 Dope – voce
3. Mike Puwal - produttore
4. Twiztid - voce in "Juggalo Homies"
5. Anybody Killa - voce in "Juggalo Homies"
6. Zug Izland - voce in "Cotton Candy & Popsicles"